# Sfiato
Gli sfiati sono dispositivi idraulici che servono ad espellere l'aria dalle condotte in pressione per garantire la regolarità del flusso idrico.

## Fisica
Poiché l'aria tende a convergere naturalmente verso i punti di massima quota del profilo longitudinale della condotta è in questi punti che devono essere installati gli sfiati.

Infatti la presenza di aria all'interno di una tubazione può provocare diversi problemi quali:
- riduzione della sezione di deflusso con conseguente riduzione della portata idrica;
- fenomeni di colpo d'ariete dovuti alla migrazione incontrollata delle sacche d'aria ed all'espansione delle stesse;
- disinnesco delle pompe nelle condotte prementi;
- corrosione interna delle tubazioni metalliche (per aerazione differenziale).

Il problema dell'eliminazione dell'aria interna è molto sentito nelle condotte di adduzione mentre nelle reti di distribuzione il problema può sussistere solo in punti particolari perché gli allacci alle utenze realizzati lungo i tronchi di distribuzione funzionano da sfiati. 

Per eliminare rapidamente l'aria in condotta bisogna evitare tratti di tubazione orizzontali.

Nel caso di terreni pianeggianti si ricorre all'andamento detto "a denti di sega" in modo da creare artificialmente un adeguato numero di punti alti e punti bassi.

Si procede creando tratti ascendenti, nel senso del moto aventi, pendenze minime pari a 0,2-0,3% alternati da tratti discendenti con pendenze maggiori, pari a 2-3%.

## Origini dell'aria in condotta
L'aria è naturalmente disciolta (qualche punto per cento) ed a seguito di variazioni di pressioni e/o di temperatura si può liberare sotto forma di bolle (legge di Henry: la quantità di aria disciolta nell'acqua aumenta con la pressione e diminuisce con la temperatura). 

L'aria può avere origine anche da una non accurata fase di riempimento della condotta. 

La presenza di aria può anche derivare da:
- emulsione con l'acqua;
- per aspirazione dalle succheruole di presa delle opere di accumulo o dalla stazione di pompaggio;
- per aspirazione in corrispondenza di giunti o pezzi speciali quando per fatti singolari la condotta possa andare in depressione.

## Tipologia
Si possono distinguere due tipologie di sfiato:
- sfiato libero: si utilizza in condotte con basse pressioni ed è costituito da una tubazione di piccolo diametro, collegata con l'estremo inferiore alla condotta e con l'estremo superiore aperto per consentire la fuoriuscita di aria. La sua altezza deve essere appena superiore alla linea dei carichi idrostatici e per questo non conviene utilizzarlo quando la quota piezometrica risulta molto superiore alla quota del terreno;
- sfiato in pressione: è una vera e propria apparecchiatura idraulica, denominata sfiato automatico (air relief valve), dotata di una o più sfere (a seconda della funzione che svolgono), che in base alla pressione in condotta, si abbassano, permettendo la fuoriuscita dell'aria o si alzano chiudendo la condotta. Tali sfiati sono montati, all'interno di pozzetti in calcestruzzo armato, in derivazione alla condotta principale e sono preceduti da una saracinesca che permette il loro smontaggio senza interruzione del flusso.

## Funzioni
Gli sfiati possono svolgere una o tutte e tre le seguenti funzioni:
- funzione di degasaggio: quando hanno la funzione di eliminare l'aria che si forma all'interno della condotta durante il suo esercizio che trascinata dall'acqua, si va raccogliendo nei punti alti del tracciato. Tali bolle d'aria, se non eliminate, formerebbero delle sacche che possono assumere dimensioni tali da ridurre significativamente il flusso idrico sino ad interromperlo;
- funzione volumetrica di svuotamento: durante le fasi di svuotamento permettono l'entrata di un grande volume d'aria tale da compensare il volume di liquido che fuoriesce dagli scarichi, evitando così pericolose depressioni interne. I problemi di depressione si possono verificare non solo durante normale gestione di una condotta (svuotamento e riempimento per la manutenzione della condotta) ma anche per situazioni eccezionali quali:
  - rottura della condotta con notevole fuoriuscita d'acqua rispetto al valore di portata a regime;
  - operazioni di scarico incontrollate ed accidentali della condotta;
- funzione volumetrica di riempimento: durante la fase di riempimento di una condotta permettono la fuoriuscita dell'aria esistente all'interno delle tubazioni vuote evitando così il pericolo della formazione di sacche d'aria.

## Dimensionamento
Una regola base per il dimensionamento di una condotta in pressione è: "scarichi piccoli e sfiati grandi".

Tale regola si basa sul concetto che, durante le operazioni di svuotamento di una condotta, dagli sfiati posti nei punti più alti di una condotta, deve entrare un volume d'aria tale da compensare quello liquido che fuoriesce dagli scarichi ubicati invece nel punto più bassi, al fine di evitare pericolose depressioni interne che possono far implodere la tubazione.

Il dimensionamento di uno scarico è comunque funzione del tipo di protezione richiesta; un'ipotesi cautelativa porta a dimensionare la sezione d'ingresso dell'aria in modo da garantire una portata entrante pari alla portata massima di svuotamento del sistema in seguito ad una rottura accidentale di una condotta.

Per la sola funzione di degasaggio continuo, essendo i volumi di aria fuoriuscita piccoli, usualmente viene utilizzata la seguente relazione:
- d ≤ D/63

dove:
- d è la sezione di efflusso dello sfiato;
- D è il diametro della condotta.

Per la fase di riempimento gli elevati volumi in gioco sono in grado di provocare l'instaurarsi di situazioni transitorie di una certa entità.
Infatti l'acqua in entrata tende a spingere sulla grossa sacca d'aria interna alla condotta facendola uscire dallo sfiato.

l'elevata portata d'aria uscente è tale da provocare accelerazioni non trascurabili della colonna idrica, che, in associazione alla elevata comprimibilità dell'aria, può creare dei fenomeni transitori con sovrapressioni elevate.

In questi casi si utilizza la formula:
- d/D > √(U/195)

con:
- U = alla velocità prefissata di riempimento della condotta che deve essere bassa (es. 40 cm/s).

## Normativa di riferimento
- UNI EN 1074-1:2001. Valvole per la fornitura di acqua - Requisiti di attitudine all'impiego e prove idonee di verifica - Requisiti generali
- UNI EN 1074-4:2002 Valvole per la fornitura di acqua - Requisiti di attitudine all'impiego e prove idonee di verifica - Sfiati d'aria